# 문성현 (야구 선수)
문성현(文聖現, 1991년 11월 9일 ~ )은 KBO 리그 전 키움 히어로즈의 투수이다.

## 아마추어 시절
충암고등학교의 에이스로, 2009년 황금사자기 전국고교야구대회에서 충암고등학교의 우승을 이끌며 최우수 선수상을 수상했다. 동년 8월에 열린 아시아청소년야구선수권대회에서는 최우수 선수상을 수상했다. 당시 좋은 실력에 비해 작은 체구로 상위 라운드에서는 지명되지 못했고, 히어로즈의 4라운드 지명을 받아 입단했다.

## 넥센 히어로즈시절
입단 첫 해인 2010년에는 주로 중간계투로 등판했다. 선발로는 총 6번 등판해 승리 없이 3패만 기록하고 있었다. 32번의 등판 중 30번째 등판까지 승리 없이 5패만 안고 있었고, 31번째 등판인 두산을 상대로 데뷔 첫 승을 기록했다. 2011년 들어 역시 중간계투로 시즌을 시작했다가 김세현의 부진, 금민철의 부상, 김성현의 트레이드로 인해 선발로 전환했다. 2011년 5월 5일 목동 KIA전에서 데뷔 첫 선발승을 기록했고, 그 후 선발 로테이션을 거르지 않고 꾸준히 활약해 (규정 이닝에는 살짝 모자랐지만) 팀 내에서는 나이트 다음으로 많은 이닝을 소화했다. 이숭용의 은퇴 경기였던 2011년 9월 18일 목동 삼성전에 선발로 등판해 인상적인 투구를 보이며 승리 투수가 됐다.

## 상무 야구단시절
2016년에 입단하였다.

## 넥센 히어로즈복귀 &키움 히어로즈시절
2017년 9월 20일에 제대했다.
하지만 2018년에는 1군 1경기에 그쳤고, 2019년에는 어깨 부상으로 재활군에 머물렀다. 2020년에 1군으로 복귀한 후에는 중간계투로만 등판하고 있다. 조상우가 2020년 하계 올림픽 야구 4위로 병역특례 획득에 실패해 사회복무요원으로 입대한 2022년에는 조상우를 대신하여 잠시 마무리 투수로 등판했고, 이승호에게 마무리를 넘긴 후 중간계투로 복귀했으나 팔꿈치 통증을 호소해 동년 8월 말 재활군으로 내려가며 시즌을 마감했다.

## 에피소드
- 2012년에 승부조작 사건에 휘말릴 뻔했으나 거절했으며, 승부조작 제의가 들어온 적이 있었다고 구단에 자진 신고했다.[8] 반면 한때 같은 팀에 있었던 김성현은 넥센 히어로즈 시절 승부 조작 혐의가 드러났으나, 그 사실을 숨기고 LG 트윈스로 이적했다가 사실이 밝혀지며 방출됐다. 문성현은 전지훈련지인 일본 가고시마에서 인천국제공항으로 잠시 귀국[9]해 대구지방검찰청에 가서 참고인 자격으로 조사를 받은 후, 별다른 이상 없이 가고시마 캠프에 복귀했다.[10]

## 별명
- '싸움닭'이라고 불린다.
- 노안인 외모 때문에 '문이장'이라고 불린다.

## 출신 학교
- 서울남정초등학교
- 선린중학교
- 충암고등학교

## 통산 기록
| 연도 | 팀명   | 평균자책점 | 경기 | 완투 | 완봉 | 승 | 패 | 세 | 홀 | 승률  | 타자 | 이닝 | 피안타 | 피홈런 | 볼넷 | 사구 | 탈삼진 | 실점 | 자책점 |
| ---- | ------ | ---------- | ---- | ---- | ---- | -- | -- | -- | -- | ----- | ---- | ---- | ------ | ------ | ---- | ---- | ------ | ---- | ------ |
| 2010 | 넥센   | 4.93       | 32   | 0    | 0    | 1  | 5  | 0  | 0  | 0.167 | 299  | 69⅓  | 63     | 9      | 46   | 1    | 57     | 43   | 38     |
| 2011 | 넥센   | 4.34       | 30   | 0    | 0    | 5  | 12 | 0  | 0  | 0.294 | 581  | 130⅔ | 129    | 13     | 78   | 4    | 108    | 63   | 63     |
| 2012 | 넥센   | 4.23       | 13   | 0    | 0    | 1  | 1  | 0  | 3  | 0.500 | 162  | 38⅓  | 38     | 0      | 11   | 0    | 31     | 21   | 18     |
| 2013 | 넥센   | 4.50       | 17   | 0    | 0    | 5  | 4  | 0  | 0  | 0.556 | 280  | 64   | 73     | 8      | 22   | 3    | 55     | 35   | 32     |
| 2014 | 넥센   | 5.91       | 20   | 0    | 0    | 9  | 4  | 0  | 1  | 0.692 | 402  | 85⅓  | 96     | 12     | 48   | 5    | 51     | 59   | 56     |
| 2015 | 넥센   | 6.28       | 34   | 0    | 0    | 0  | 5  | 0  | 1  | 0.000 | 425  | 91⅔  | 114    | 10     | 39   | 5    | 58     | 75   | 64     |
| 2018 | 넥센   | 0.00       | 1    | 0    | 0    | 0  | 0  | 0  | 0  | -     | 5    | 1    | 1      | 0      | 1    | 0    | 1      | 0    | 0      |
| 2020 | 키움   | 4.20       | 10   | 0    | 0    | 1  | 1  | 0  | 0  | 0.500 | 63   | 15   | 13     | 1      | 11   | 0    | 13     | 7    | 7      |
| 2021 | 키움   | 5.40       | 4    | 0    | 0    | 0  | 0  | 0  | 0  | -     | 18   | 3⅓   | 3      | 0      | 6    | 0    | 3      | 2    | 2      |
| 2022 | 키움   | 3.27       | 45   | 0    | 0    | 0  | 1  | 13 | 9  | 0.000 | 168  | 41⅓  | 34     | 3      | 14   | 1    | 32     | 16   | 15     |
| 2023 | 키움   | 4.13       | 32   | 0    | 0    | 2  | 2  | 0  | 2  | 0.500 | 134  | 28⅓  | 25     | 2      | 20   | 2    | 21     | 16   | 13     |
| 2024 | 키움   | 6.57       | 42   | 0    | 0    | 1  | 2  | 3  | 2  | 0.333 | 189  | 38⅓  | 54     | 3      | 25   | 2    | 31     | 28   | 28     |
| 통산 | 12시즌 | 5.00       | 280  | 0    | 0    | 25 | 37 | 16 | 18 | 0.403 | 2726 | 606⅔ | 644    | 61     | 321  | 23   | 461    | 365  | 337    |